# インド思想史学会
インド思想史学会（インドしそうしがっかい、英語名 Association for the Study of the History of Indian Thought、略称HIT ）は、インド思想の研究発展を目的とする学会。
事務局を京都市左京区吉田本町京都大学人文科学研究所に置いている。

## 事業
- 研究集会の開催、学会誌の発行など[1]

## 学会誌
- Journal of Indological Studies（日本語誌名『インド学研究』)